# Баптишта, Ана Филипа
А́на Фили́па Не́ту Си́нтра Бапти́шта (порт. Ana Filipa Neto Sintra Baptista; род. 24 января 1990) — португальская шахматистка, мастер ФИДЕ среди женщин (2007). Четырехкратная победительница чемпионата Португалии по шахматам среди женщин (2008, 2009, 2016, 2017).

## Биография
В 2003 году в австрийском городе Граце победила в чемпионате Европейского сообщества по шахматам среди девушек в возрастной группе до 14 лет.
Успешно участвовала в чемпионатах Португалии по шахматам среди женщин, в которых завоевала три золотые (2007/08, 2008/09, 2015/16) и три бронзовые (2000/01, 2001/02, 2006/07) медали.
Представляла сборную Португалии на шахматных олимпиадах, в которых участвовала пять раз (2004—2008, 2012, 2016).